# Cyrtoneurina protosetosa
Cyrtoneurina protosetosa är en tvåvingeart som beskrevs av John Otterbein Snyder 1954. Cyrtoneurina protosetosa ingår i släktet Cyrtoneurina och familjen husflugor. Inga underarter finns listade i Catalogue of Life.